# Kelly Díaz
Kelly Estefany Díaz Cancho (ur. 2 lutego 1995) – peruwiańska zapaśniczka walcząca w stylu wolnym. Brązowa medalistka mistrzostw Ameryki Południowej w 2014, a także igrzysk boliwaryjskich w 2013 roku.